# Sepp Kusstatscher
Josef Kusstatscher, detto Sepp (Villandro, 17 marzo 1947), è un politico italiano altoatesino di lingua tedesca.

## Formazione
Laureato in teologia, professionalmente, Kusstatscher ha lavorato come insegnante e nel campo dell'educazione degli adulti e dello sviluppo professionale. Per 17 anni è stato direttore delle scuole professionali di Bressanone. 

## Carriera politica
Dopo un periodo come presidente del sindacato studentesco altoatesino, Kusstatscher è stato  sindaco di Villandro dal 1974 al 1985, consigliere provinciale dell'Alto Adige con la Südtiroler Volkspartei dal 1988 al 1993 e contemporaneamente consigliere regionale del Trentino-Alto Adige. Nel 1999 uscì dalla SVP, per poi aderire al partito dei Verdi altoatesini.
È stato deputato del Parlamento europeo, eletto nel 2004 per la Federazione dei Verdi, nella circoscrizione nord-est, raccogliendo 29 000 preferenze, iscritto al gruppo Verdi/ALE.
È stato membro della Commissione per l'occupazione e gli affari sociali; della Commissione per i trasporti e il turismo; della Delegazione alla commissione parlamentare mista UE-ex Repubblica iugoslava di Macedonia; della Delegazione all'Assemblea parlamentare paritetica ACP-UE.
Nella legislatura 2004 - 2009 al Parlamento europeo  è stato il più presente degli europarlamentari italiani con un record del 97,2%.
Alle elezioni europee del 2009 è candidato nella circoscrizione Italia nord orientale con la lista di Sinistra e Libertà, ma non viene eletto, in quanto la lista non supera la soglia di sbarramento del 4%.
I suoi interessi politici principali sono: la lotta contro la realizzazione della Galleria di base del Brennero come progettata al presente; la tutela della biodiversità e dell'ambiente e il reddito di cittadinanza.